# Communalisme (Asie du Sud)
Ne doit pas être confondu avec Communalisme.
Le communalisme est l'ensemble des actions visant le renforcement d'identités religieuse ou ethnique, la discorde entre des personnes considérées comme représentant de communautés, et finalement la violence entre ces groupes.

## Définition
Le communalisme est un terme utilisé dans un pays pour désigner les tentatives de construction d'une identité religieuse ou ethnique, d'incitation à la discorde entre des personnes identifiées comme des communautés différentes, et de stimulation de la violence communautaire entre ces groupes.
Le communalisme est un problème social important en Inde, au Bangladesh, au Pakistan et au Sri Lanka.
Les conflits communautaires entre les communautés religieuses, en particulier les hindous et les musulmans, ont été fréquents dans l'Inde indépendante, conduisant parfois à de graves violences intercommunautaires.
Le terme communalisme a été construit par les autorités coloniales britanniques alors qu'elles s'efforçaient de gérer les émeutes hindoues et musulmanes et d'autres violences entre groupes religieux, ethniques et disparates dans leurs colonies, notamment en Afrique et en Asie du Sud britanniques, au début du xxe siècle,. 